# Borophaga erythrocera
Borophaga erythrocera är en tvåvingeart som först beskrevs av Johann Wilhelm Meigen 1830.  Borophaga erythrocera ingår i släktet Borophaga och familjen puckelflugor. Inga underarter finns listade i Catalogue of Life.